# Zdzisław Durczewski
Zdzisław Durczewski (ur. 3 lipca 1908 w miejscowości Dłoń koło Rawicza, zm.  5 sierpnia 1944 w Warszawie) – polski archeolog, doktor historii Uniwersytetu Poznańskiego (1936).

## Życiorys
Od 1918 roku uczęszczał do gimnazjum klasycznego w Rawiczu. Od 1926 roku studiował historię, muzykologię, prehistorię i język niemiecki na Uniwersytecie Poznańskim. W latach 1930–1932 był nauczycielem Państwowym Seminarium Nauczycielskim w Słupcy. W grudniu 1932 roku uzyskał magisterium z historii. W latach 1934–1935 był nauczycielem historii w Koninie. W dniu 13 maja 1936 roku obronił w Poznaniu doktorat na temat kultury łużyckiej. Od 1936 roku pracował w Muzeum Archeologicznym w Warszawie. Prowadził wykopaliska archeologiczne w Spicymierzu. W 1937 prowadził wykopaliska archeologiczne na terenie Starego Zamku w Grodnie nad Niemnem, kontynuując prace rozpoczęte przez Józefa Jodkowskiego. Od października 1939 pracował w Wilnie, a od grudnia 1940 roku do 1941 roku w Chyrzowie pod Warszawą jako sekretarz nadleśnictwa, a następnie w prywatnej firmie w Warszawie. 
W czasie Powstania warszawskiego został w dniu 5 sierpnia 1944 roku zabrany z mieszkania i rozstrzelany przez Niemców.
W czasie II wojny światowej, kolekcja zbiorów i dokumentów Zdzisława Durczewskiego została w większości zniszczona. Część zachowanej dokumentacji z wynikami wykopalisk z Grodna została opublikowana przez M. Woronina w jego monografii „Starożytna Grodno” (1954).

## Rodzina
W 1932 roku poślubił Zofię Heppner. Miał syna Dobromira.

## Niektóre publikacje
- Stary Zamek w Grodnie w świetle wykopalisk dokonanych w latach 1937-1938, Wojewódzki Komitet Uczczenia Króla Stefana Batorego w Grodnie, Grodno, 1939
- Grupa górnośląsko-małopolska kultury łużyckiej w Polsce, Sprawozdania Polskiej Akademii Umiejętności, tom XLI